# POP DIVA
「POP DIVA」（ポップ・ディーヴァ）は、日本の歌手・倖田來未の49枚目のシングル。2011年2月2日にrhythm zoneから発売された。

## 解説
前作「好きで、好きで、好きで。/あなただけが」以来、約4ヶ月半ぶりのシングルであり、9枚目のアルバム『Dejavu』からの先行発売シングルである。「CDのみ」「CD＋DVD」の2形態で発売、ジャケットもそれぞれ異なっている。
表題曲「POP DIVA」は、エレクトロを導入した最新系のダンスチューン。「洋楽テイストなのにキャッチーで、私がやりたい音楽が詰まった曲」を意識し、「今後の活動の軸にもなりえるナンバー」と語っている。
MVは “自分が欲しいものはリスクを背負ってでも手に入れる女性像” を描いている。
ミュージックビデオと第一興商 「LIVE DAM LIVE」CMの振り付けはMAIKO (OH GIRL!)が担当した。

## 収録曲

### CD
1. POP DIVA [3:32]
作詞・作曲：lil'showy
2. Black Candy [3:12]
作詞：kumi koda, Matthew Tishler, Liz Rodrigues, Erik Alcoc, Adam Royce
作曲：Matthew Tishler, Liz Rodrigues, Erik Alcoc, Adam Royce
3. POP DIVA (Instrumental) [3:31]
4. Black Candy (Instrumental) [3:12]

### DVD
1. POP DIVA (Music Video)
2. POP DIVA (Making Video)

## タイアップ
- 第一興商 「LIVE DAM LIVE」CMソング (#1)

## 収録アルバム
- POP DIVA
  - 『Dejavu』
  - 『MY NAME IS...』(ファンクラブ限定盤)
  - 『BEST 〜2000-2020〜』(ファンクラブ限定盤)

## 収録ライブ映像
- POP DIVA
  - 『KODA KUMI LIVE TOUR 2011 〜Dejavu〜』
  - 『KODA KUMI Premium Night 〜Love & Songs〜』(remixバージョン)
  - 『Koda Kumi Fanclub Live Tour ～Let's Party Vol.2～』(メドレー)
    - (Bon Voyage、ファンクラブ限定盤)

  - 『Koda Kumi 15th Anniversary First Class 2nd LIMITED LIVE at STUDIO COAST』(WALK OF MY LIFE、ファンクラブ限定盤)
  - 『KODA KUMI LIVE TOUR 2016 〜Best Single Collection〜』
  - 『KODA KUMI LIVE TOUR 2018 -DNA-』(Bonus Footage、ファンクラブ限定盤)
  - 『KODA KUMI 19TH → 20TH ANNIVERSARY EVENT』(Bonus Footage、ファンクラブ限定盤)
    - 『KODA KUMI LIVE TOUR 2019 re(LIVE) -Black Cherry- & -JAPONESQUE-』(ファンクラブ限定盤)

  - 『KODA KUMI 20th ANNIVERSARY TOUR 2020 MY NAME IS...』
- Black Candy
  - 『KODA KUMI LIVE TOUR 2011 〜Dejavu〜』